# 玛丽亚 (西班牙)
玛丽亚是西班牙安达卢西亚自治区阿尔梅里亚省的一个市镇。总面积226平方公里，总人口1580人（2001年），人口密度7人/平方公里。